# 富木駅
富木駅（とのきえき）は、大阪府高石市取石二丁目にある、西日本旅客鉄道（JR西日本）阪和線の駅である。駅番号はJR-R34。
高石市東部で唯一の鉄道駅である。

## 歴史
阪和電気鉄道が最後に宅地開発を行ったのが当駅東方にある「富木の里住宅地」である。当駅はこの住宅地の最寄り駅として設置されたもので、名称は当時の大字名である泉北郡取石村大字富木に由来する。

### 年表
- 1940年（昭和15年）
  - 3月1日：阪和電気鉄道の鳳駅 - 阪和葛葉停留場（現在の北信太駅）間に新設開業[3]。
  - 12月1日：南海鉄道に吸収合併され、南海山手線の駅となる[4]。
- 1944年（昭和19年）5月1日：戦時買収により国有化され、運輸通信省（国鉄）阪和線所属となる [3][4]。
- 1952年（昭和27年）1月10日：小荷物の取り扱いを開始（配達の取次はなし）[5]。
- 1972年（昭和47年）4月1日：荷物扱い廃止[3]。
- 1987年（昭和62年）4月1日：国鉄分割民営化により、西日本旅客鉄道（JR西日本）の駅となる[3][4]。
- 1992年（平成4年）11月1日：みどりの窓口営業開始。
- 1993年（平成5年）7月1日：阪和線運行管理システム（初代）導入。
- 1998年（平成10年）6月2日：自動改札機を設置し、供用開始[6]。
- 2003年（平成15年）11月1日：ICカード「ICOCA」の利用が可能となる[7]。
- 2011年（平成23年）5月1日：西口駅舎使用開始。同時に駅構内の地下道を自由通路に転用。
- 2013年（平成25年）9月28日：阪和線運行管理システムを2代目のものに更新。
- 2014年（平成26年）
  - 2月7日：みどりの窓口の営業が終了。
  - 2月8日：みどりの券売機プラス稼動開始。
- 2017年（平成29年）10月1日：ホーム上を歩いていた59歳の全盲の男性がホームから転落。男性は駅を通過してきた天王寺発和歌山行快速にはねられ、搬送先の病院で死亡した。大阪府警察は、男性が誤ってホームから転落したと見ている[8]。これに対し、同月5日に清水忠史元衆議院議員・川康二市議・明石宏隆市議らがホームドアが設置に必要なことや点字ブロックの老朽化・区別出来るタイプにすることの指摘を行っている[9]。
- 2018年（平成30年）3月17日：駅ナンバリングが導入され、使用を開始。

## 駅構造
相対式ホーム2面2線を有する地上駅で、分岐器のない棒線駅の構造であるが、踏切長時間鳴動対策のために駅前後の信号機が絶対信号機に変更されたため、停留所ではない。
駅改良工事が行われるまでは、改札は東口にしかなく、駅西側には、午前7時から午前9時までの臨時改札しかなかった。そのため、駅西側の住民は、1時間あたり最大37分13秒遮断される富木駅北踏切を利用する必要があった。高石市の全額負担で、駅西側に駅舎と改札口が設置され、既存の駅構内の地下道を自由通路にした。
改札口は駅改良工事に伴い和歌山方面と天王寺方面で分離されており、それぞれ踏切または地下道により結ばれている。地下道はかつて駅構内に設置されていたものをそのまま自由通路として使用されている。トイレは各方面ごとにある。なお、車いす対応多機能トイレは天王寺方面改札にのみ設置。2011年4月30日までは和歌山方面の一箇所のみで、自由通路に転用されている地下道により両ホームを結んでいた。また、天王寺方面にも簡易型の自動改札機を持つ改札口は設置されていたがこちらは朝ラッシュ時に入場のみに使用されていた。
鳳駅が管理し、JR西日本交通サービスが駅業務を受託する業務委託駅である。かつてはみどりの窓口があったが、2014年2月7日をもって営業を終了し2月8日よりみどりの券売機プラスが稼動した。これ以降も市販の「JR時刻表」などでは「みどりの窓口設置駅」として扱われている。
ICカード「ICOCA」を利用することができる（相互利用可能ICカードはICOCAの項を参照）。

### のりば
| のりば | 路線   | 方向 | 行先                 |
| ------ | ------ | ---- | -------------------- |
| 1      | 阪和線 | 下り | 関西空港・和歌山方面 |
| 2      | 阪和線 | 上り | 鳳・天王寺方面       |

## 利用状況
2023年（令和5年）度の一日平均乗車人員は3,500人である。
各年度の1日の平均乗車人員は以下の通りである。
| 年度               | 1日平均 乗車人員 | 出典          |
| ------------------ | ---------------- | ------------- |
| 1988年（昭和63年） | 4,669            | [ 大阪府 1 ]  |
| 1989年（平成元年） | 4,660            | [ 大阪府 1 ]  |
| 1990年（平成02年） | 4,757            | [ 大阪府 2 ]  |
| 1991年（平成03年） | 4,768            | [ 大阪府 3 ]  |
| 1992年（平成04年） | 4,689            | [ 大阪府 4 ]  |
| 1993年（平成05年） | 4,635            | [ 大阪府 5 ]  |
| 1994年（平成06年） | 4,605            | [ 大阪府 6 ]  |
| 1995年（平成07年） | 4,681            | [ 大阪府 7 ]  |
| 1996年（平成08年） | 4,685            | [ 大阪府 8 ]  |
| 1997年（平成09年） | 4,546            | [ 大阪府 9 ]  |
| 1998年（平成10年） | 4,521            | [ 大阪府 10 ] |
| 1999年（平成11年） | 4,390            | [ 大阪府 11 ] |
| 2000年（平成12年） | 4,329            | [ 大阪府 12 ] |
| 2001年（平成13年） | 4,235            | [ 大阪府 13 ] |
| 2002年（平成14年） | 4,056            | [ 大阪府 14 ] |
| 2003年（平成15年） | 4,029            | [ 大阪府 15 ] |
| 2004年（平成16年） | 3,893            | [ 大阪府 16 ] |
| 2005年（平成17年） | 3,862            | [ 大阪府 17 ] |
| 2006年（平成18年） | 3,851            | [ 大阪府 18 ] |
| 2007年（平成19年） | 3,811            | [ 大阪府 19 ] |
| 2008年（平成20年） | 3,791            | [ 大阪府 20 ] |
| 2009年（平成21年） | 3,753            | [ 大阪府 21 ] |
| 2010年（平成22年） | 3,801            | [ 大阪府 22 ] |
| 2011年（平成23年） | 3,846            | [ 大阪府 23 ] |
| 2012年（平成24年） | 3,912            | [ 大阪府 24 ] |
| 2013年（平成25年） | 4,009            | [ 大阪府 25 ] |
| 2014年（平成26年） | 3,941            | [ 大阪府 26 ] |
| 2015年（平成27年） | 4,004            | [ 大阪府 27 ] |
| 2016年（平成28年） | 4,044            | [ 大阪府 28 ] |
| 2017年（平成29年） | 4,001            | [ 大阪府 29 ] |
| 2018年（平成30年） | 3,970            | [ 大阪府 30 ] |
| 2019年（令和元年） | 3,898            | [ 大阪府 31 ] |
| 2020年（令和02年） | 3,208            | [ 大阪府 32 ] |
| 2021年（令和03年） | 3,281            | [ 大阪府 33 ] |
| 2022年（令和04年） | 3,480            | [ 大阪府 34 ] |
| 2023年（令和05年） | 3,500            | [ 大阪府 35 ] |

## 駅周辺
駅の東方、旧大字の富木地区のことを「とのぎ」と呼称するが、この駅名は「とのき」である。地元の古くから住んでいる人たちの間では「とのき」駅と呼ぶ人はほとんどおらず、「とのぎ」駅と呼んでいる。
高石市東半部や堺市西区の一部からの、通勤通学の最寄り駅となっている。
駅前には、バス停留所やタクシー乗り場がない。直近のバス停留所は、東へ徒歩10分の堺市西区にある府道大阪和泉泉南線の南海バス「富木」である。
東側の駅前には再開発計画があるが、未実施。
- 高石市役所
- 朝日放送ラジオ高石送信所
- 毎日放送高石ラジオ送信所
  - 両者のラジオ送信所は別の施設である。
- 国道26号
- スーパーはやし富木店
- 等乃伎神社
- 高石富木郵便局
- コーナン高石富木店
- アリオ鳳（堺市西区）
- ライフ福泉店（堺市西区）
- 大阪府立鳳高等学校（堺市西区）
- 富木車塚古墳
- 和泉黄金塚古墳（和泉市）

## 隣の駅
西日本旅客鉄道（JR西日本）
 阪和線
■関空快速・■紀州路快速・■快速・■直通快速
通過
■区間快速・■普通
鳳駅 (JR-R33) - 富木駅 (JR-R34) - 北信太駅 (JR-R35)

### 記事本文

### 利用状況
1. ↑  大阪府統計年鑑 - 大阪府

大阪府統計年鑑
1. 1 2  大阪府統計年鑑（平成2年） (PDF)
2. ↑  大阪府統計年鑑（平成3年） (PDF)
3. ↑  大阪府統計年鑑（平成4年） (PDF)
4. ↑  大阪府統計年鑑（平成5年） (PDF)
5. ↑  大阪府統計年鑑（平成6年） (PDF)
6. ↑  大阪府統計年鑑（平成7年） (PDF)
7. ↑  大阪府統計年鑑（平成8年） (PDF)
8. ↑  大阪府統計年鑑（平成9年） (PDF)
9. ↑  大阪府統計年鑑（平成10年） (PDF)
10. ↑  大阪府統計年鑑（平成11年） (PDF)
11. ↑  大阪府統計年鑑（平成12年） (PDF)
12. ↑  大阪府統計年鑑（平成13年） (PDF)
13. ↑  大阪府統計年鑑（平成14年） (PDF)
14. ↑  大阪府統計年鑑（平成15年） (PDF)
15. ↑  大阪府統計年鑑（平成16年） (PDF)
16. ↑  大阪府統計年鑑（平成17年） (PDF)
17. ↑  大阪府統計年鑑（平成18年） (PDF)
18. ↑  大阪府統計年鑑（平成19年） (PDF)
19. ↑  大阪府統計年鑑（平成20年） (PDF)
20. ↑  大阪府統計年鑑（平成21年） (PDF)
21. ↑  大阪府統計年鑑（平成22年） (PDF)
22. ↑  大阪府統計年鑑（平成23年） (PDF)
23. ↑  大阪府統計年鑑（平成24年） (PDF)
24. ↑  大阪府統計年鑑（平成25年） (PDF)
25. ↑  大阪府統計年鑑（平成26年） (PDF)
26. ↑  大阪府統計年鑑（平成27年） (PDF)
27. ↑  大阪府統計年鑑（平成28年） (PDF)
28. ↑  大阪府統計年鑑（平成29年） (PDF)
29. ↑  大阪府統計年鑑（平成30年） (PDF)
30. ↑  大阪府統計年鑑（令和元年） (PDF)
31. ↑  大阪府統計年鑑（令和2年） (PDF)
32. ↑  大阪府統計年鑑（令和3年） (PDF)
33. ↑  大阪府統計年鑑（令和4年） (PDF)
34. ↑  大阪府統計年鑑（令和5年） (PDF)
35. ↑  大阪府統計年鑑（令和6年） (PDF)